# بن ۱۰: مسابقه با زمان
بن ۱۰: مسابقه با زمان (انگلیسی: Ben 10: Race Against Time) فیلمی در ژانر اکشن و علمی–تخیلی به کارگردانی الکس وینتر است که در سال ۲۰۰۷ منتشر شد. از بازیگران آن می‌توان به گراهام فیلیپس، هیلی رم، لی میجرز، بث لیتلفورد، و رابرت پیکاردو اشاره کرد. در ادامهٔ این فیلم، بن ۱۰: ازدحام بیگانه ساخته شد.